# Estadio Tres de Marzo
Het Estadio Tres de Marzo is een stadion met een capaciteit voor bijna 25.000 toeschouwers en is gebouwd op de campus van de Autonome Universiteit van Guadalajara in de stad Zapopan in de staat Jalisco, Mexico. Het stadion wordt het meest gebruikt voor voetbalwedstrijden en is de thuishaven van het voetbalteam UAG Tecos.

## Geschiedenis
Omdat het team van de Autonome Universiteit van Guadelajara een plek nodig had om haar wedstrijden te spelen werd in 1971 het stadion gebouwd, oorspronkelijk met een capaciteit van 3000 toeschouwers. Met de promotie van UAG Tecos naar de tweede divisie in 1973 werd het stadion uitgebreid en na een volgende promotie in 1975 volgde opnieuw een uitbreiding waarna er plaats was voor 25.000 toeschouwers. In 1986 werden er drie wedstrijden van het WK 1986 afgewerkt in het stadion. In 1999 volgde nogmaals een renovatie.
Estadio Azteca (Mexico-Stad) · Estadio Olímpico Universitario (Mexico-Stad) · Estadio Universitario (San Nicolás de los Garza) · Estadio Tecnológico (Monterrey) · Estadio Jalisco (Guadalajara) · Estadio Tres de Marzo (Guadalajara) · Estadio Cuauhtémoc (Puebla) · Estadio Nemesio Díez (Toluca) · Estadio Nou Camp (León) · Estadio Sergio León Chávez (Irapuato) · Estadio La Corregidora (Querétaro) · Estadio Neza 86 (Nezahualcóyotl)